# ایزیوم
ایزیوم (به روسی: Изюм) در استان خارکف در کشور اوکراین واقع شده‌است. جمعیت این شهر ۴۵,۸۸۴ نفر (۲۰۲۱ تخمینی)است.

## نگارخانه

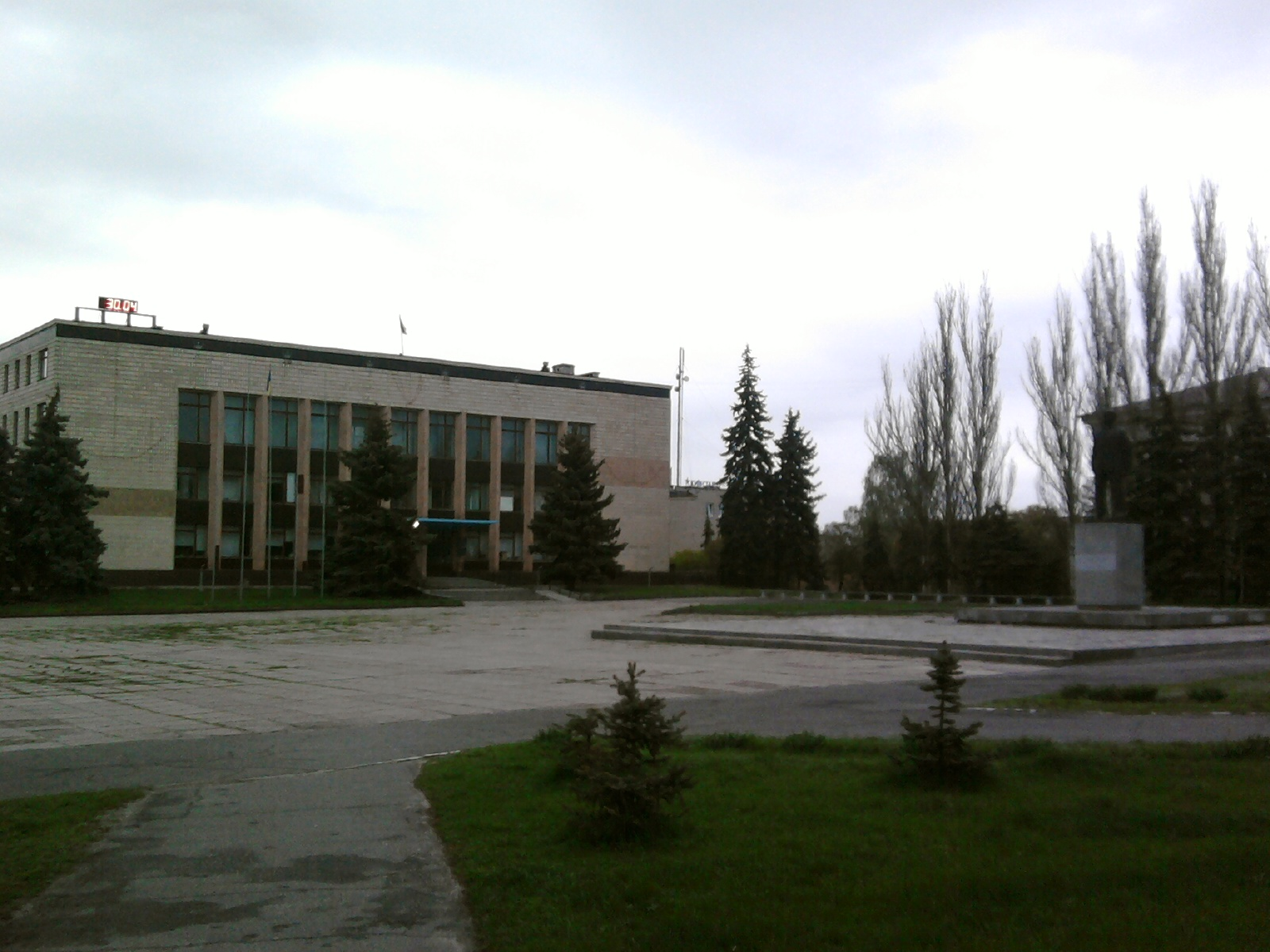
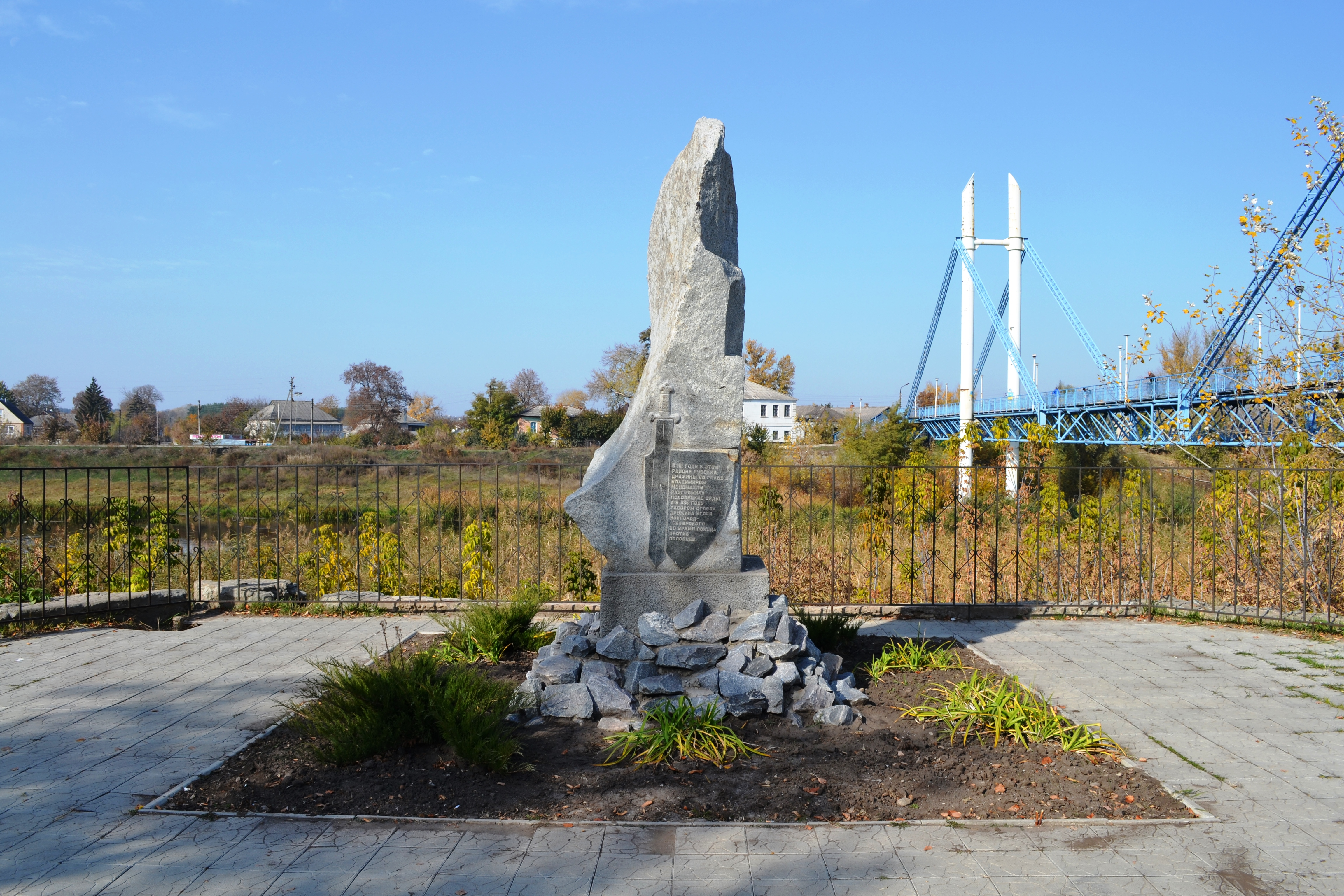
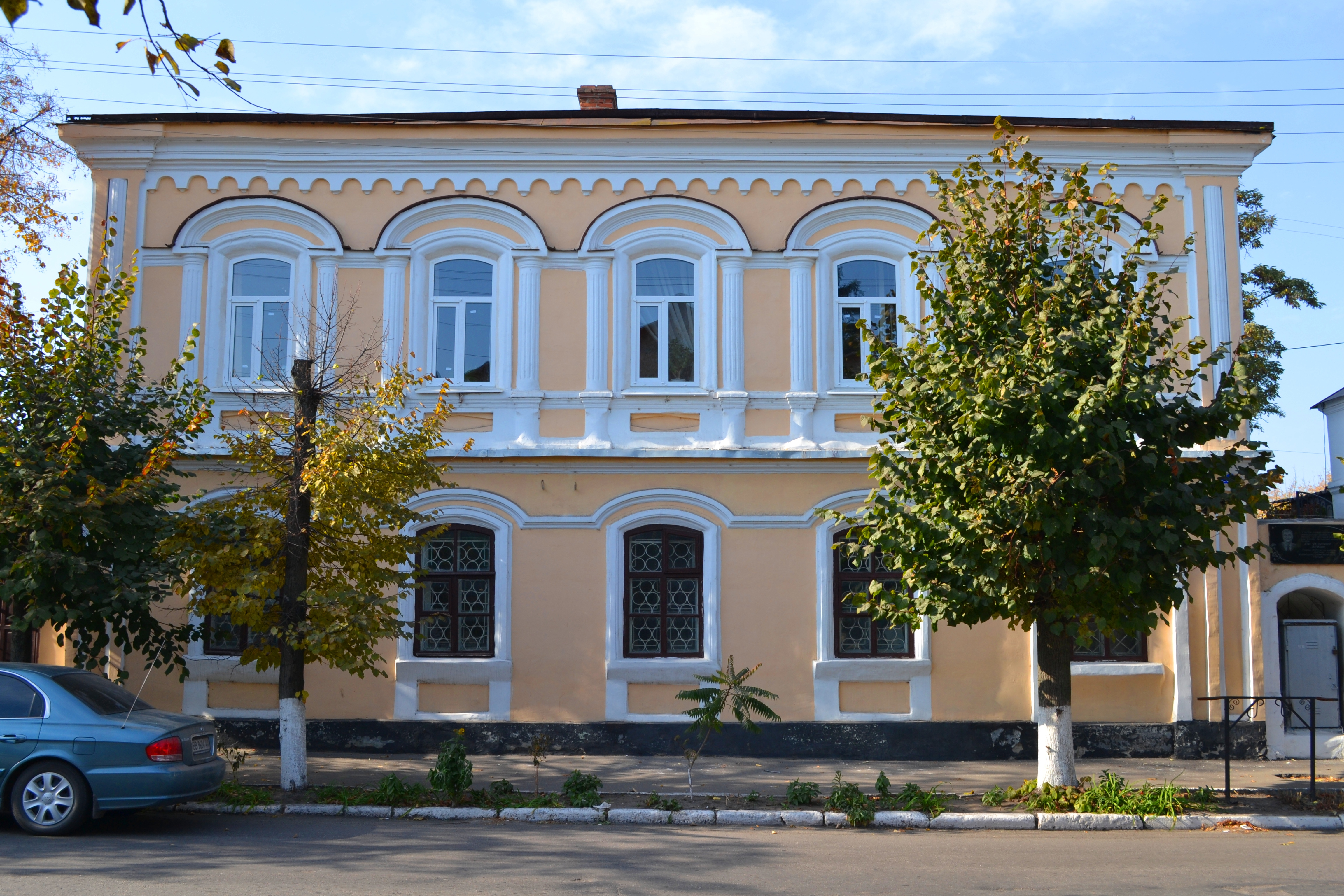
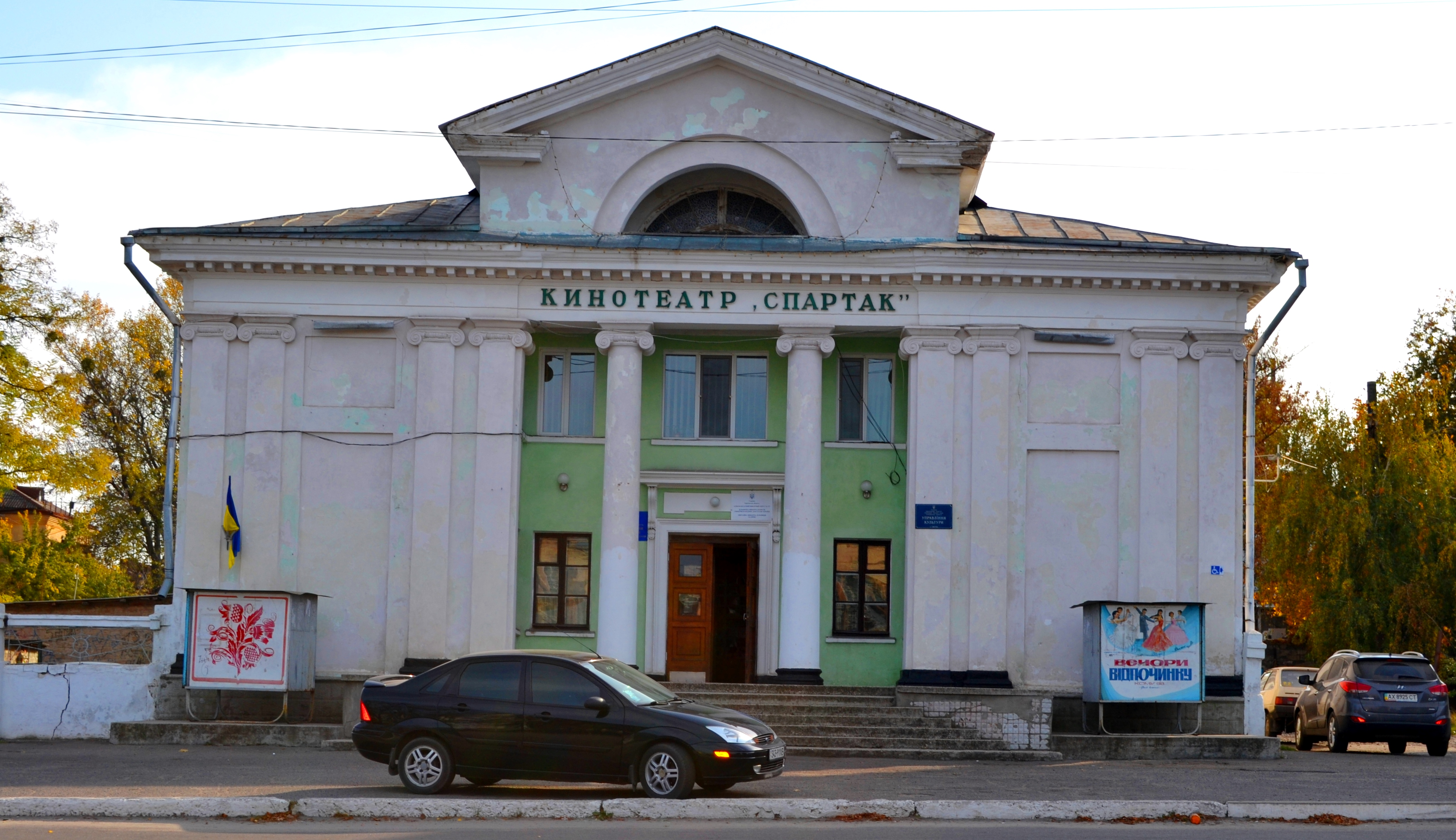
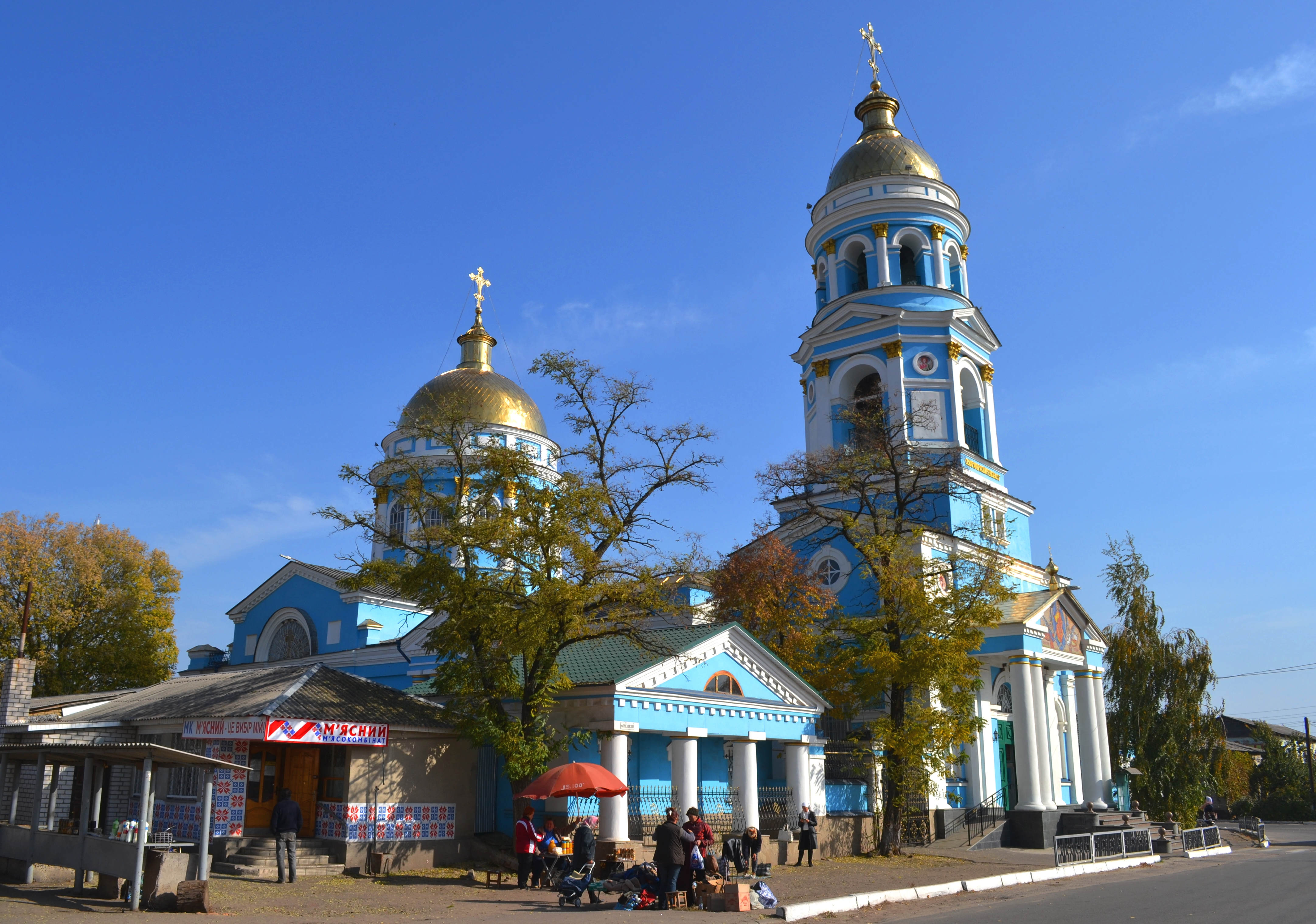
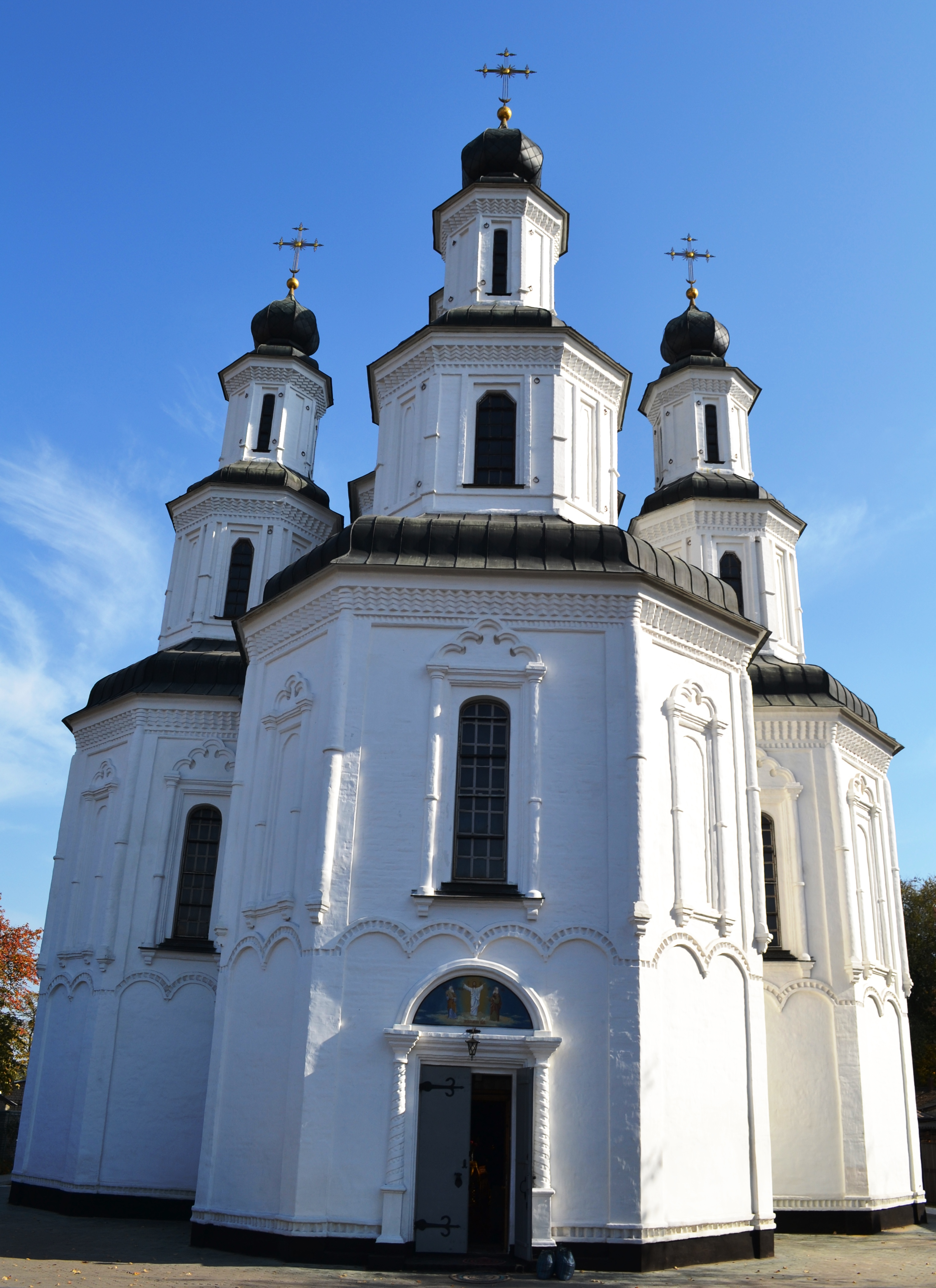
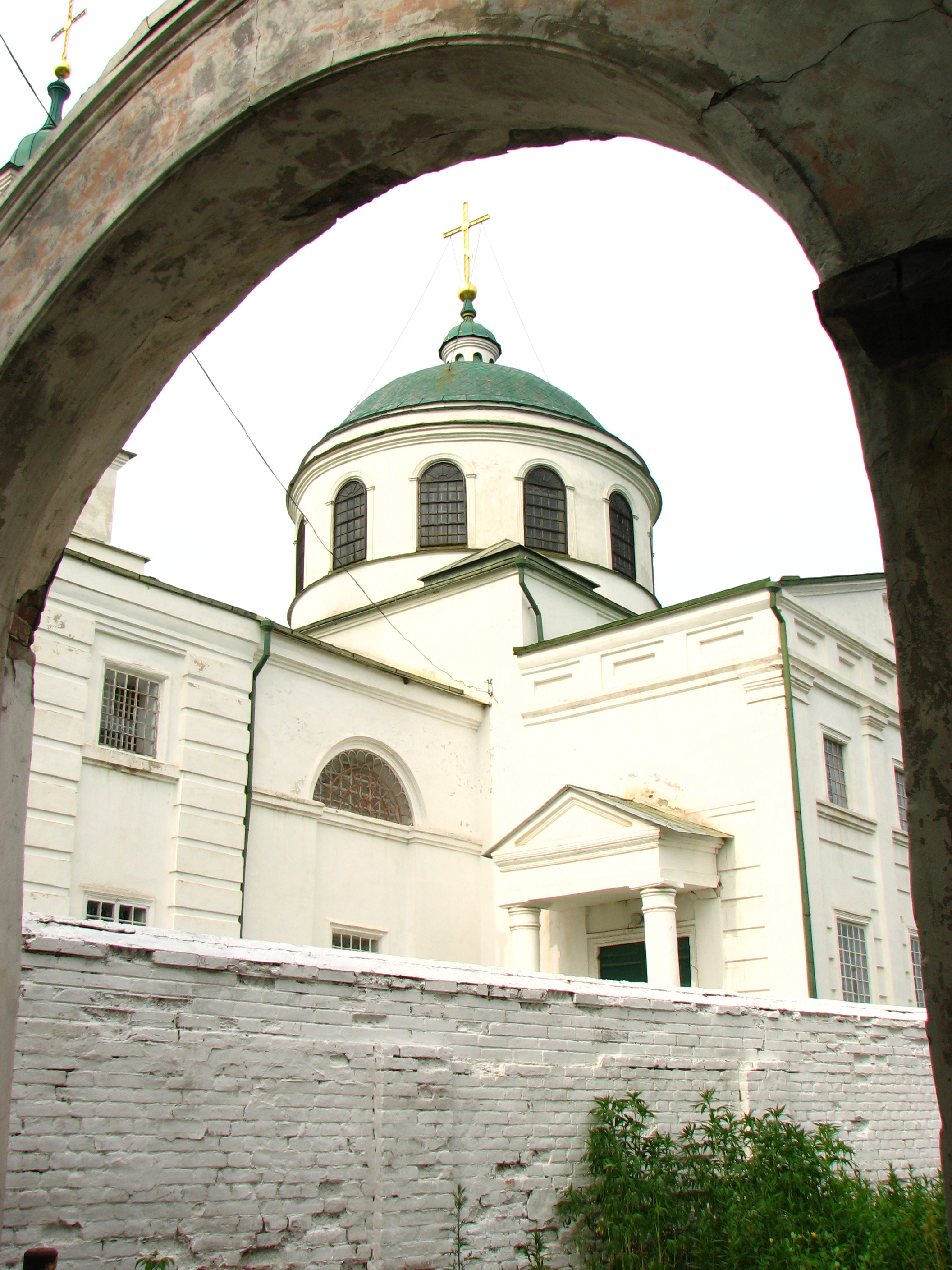
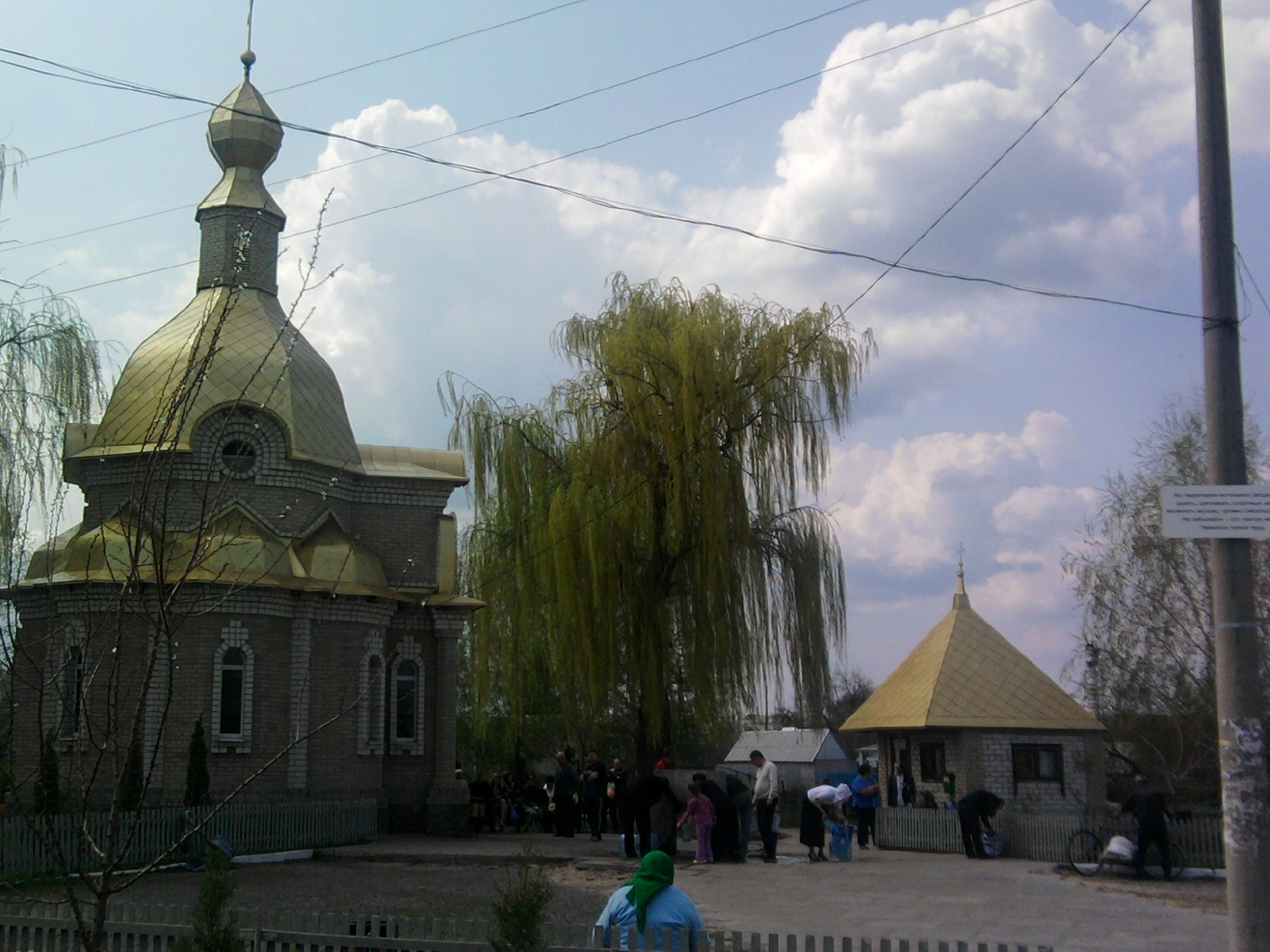
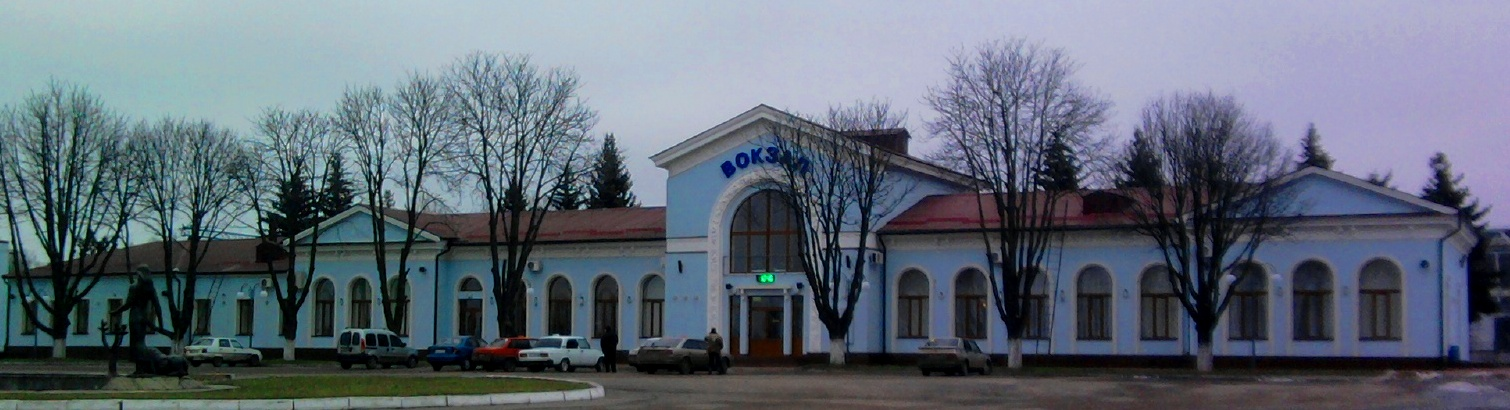